# Hydrophilomyces
Hydrophilomyces — рід грибів родини Laboulbeniaceae. Назва вперше опублікована 1908 року.